# Eginger See
Der Eginger See ist ein künstlicher, aufgestauter Badesee im Gebiet der Gemeinde Eging am See im Landkreis Passau. Der See ist rund 20 Hektar groß. In manchen Karten wird er auch nach dem ihn speisenden Bach als Rohrbachstausee bezeichnet.
Die Anlage wurde im Juli 1975 der Öffentlichkeit übergeben. Der See ist einer der wenigen Naturbadeseen im Bayerischen Wald. Er verfügt über einen ausgedehnten Sandstrand, einen Badesteg, eine Schwimminsel und ein Seerestaurant, sowie einen Bootsverleih. Im Winter wird die zugefrorene Seefläche zum Schlittschuhlaufen und Eisstockschießen benutzt.
Aufgrund von starkem Grünalgenbefall im Sommer 2012 wurde der See im September 2012 völlig entleert, indem mit Hilfe des Stauwerks Wasser über den Rohrbach abgelassen wurde.

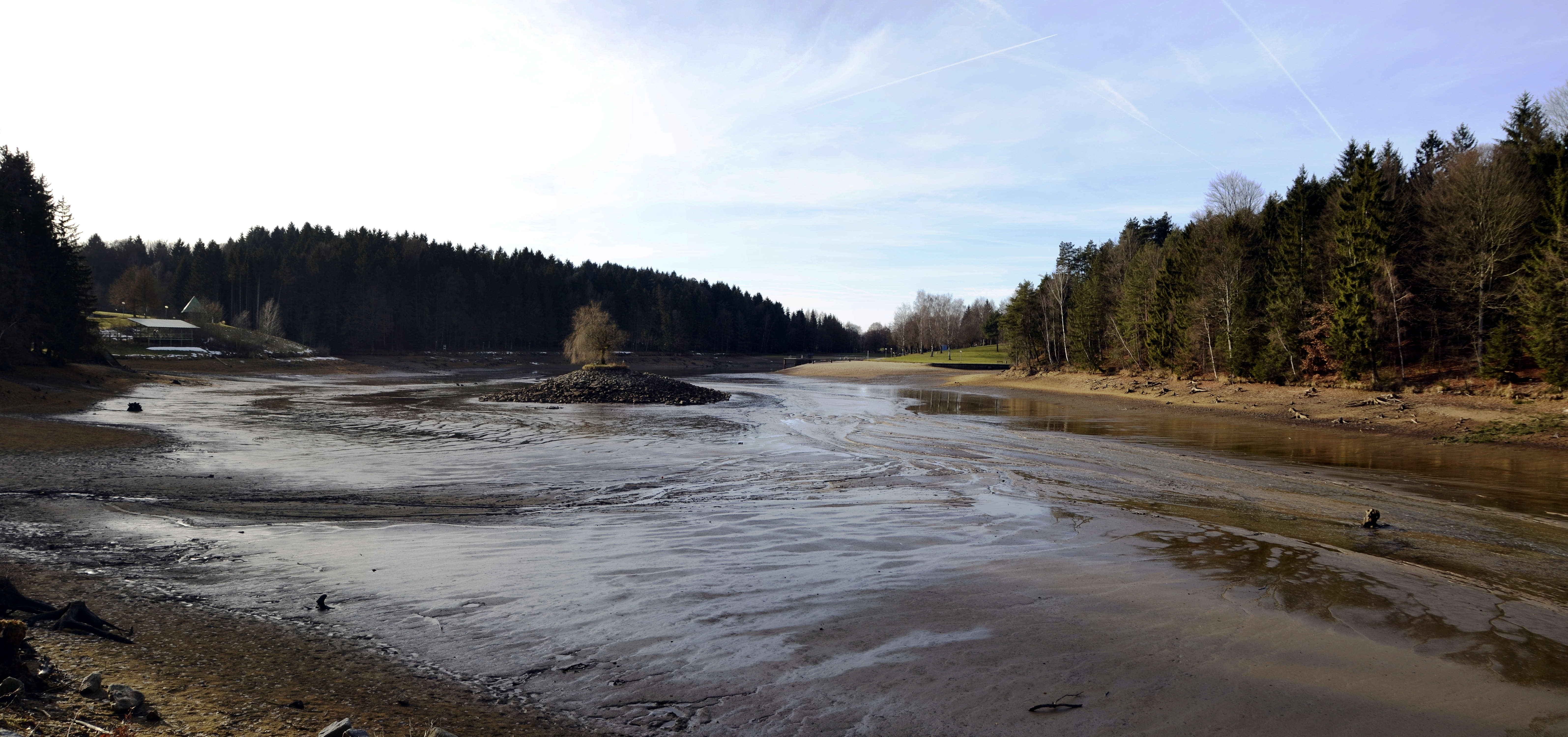
Der komplett entleerte Eginger See im Jahr 2012

Von der Freiwilligen Feuerwehr Eging, der Bereitschaft Eging des Bayerischen Roten Kreuzes und dem Fischereiverein wurde in einer 3-tägigen ehrenamtlichen Abfischaktion der gesamte Fischbestand mit Netz und Kescher entnommen. 95 Prozent der insgesamt 32 Tonnen Fisch waren Marmorkarpfen, die letztlich für den Grünalgenbefall verantwortlich waren. Die Fische wurden für den Zeitraum der Entleerung zwischengelagert und anschließend (bis auf die Marmorkarpfen) wieder in den See einquartiert. Durch die Entfernung der Marmorkarpfen wäre die Ursache des Grünalgenbefalls eigentlich bereits behoben gewesen. Da jedoch der See mit seinen rund 320.000 Kubikmeter Wasser nun bereits entleert war, nutzte man die Gelegenheit, um ihn fachgerecht entschlammen zu lassen. Rund 300.000 Euro betrugen die Sanierungskosten. Seit Juni 2013 sind die Sanierungsarbeiten erfolgreich beendet und der See ist wieder mit Frischwasser aus dem Rohrbach aufgefüllt.
Ebenfalls rechtzeitig zur Badesaison 2013 konnte auch die direkt am See liegende Kinder-Wasser-Landschaft fertiggestellt werden. Die Baukosten betrugen rund 700.000 Euro. Im Gegensatz zum Badesee enthalten die Becken klares, aufbereitetes Wasser.